# 衣索比亞國家奧林匹克委員會
埃塞俄比亞國家奧林匹克委員會（Ethiopian Olympic Committee）是埃塞俄比亞的國家奧林匹克委員會。該組織成立於1948年，是國際奧委會和非洲國家奧林匹克委員會聯合會的成員。1956年，首次派員參加在澳洲墨爾本舉行的夏季奧運會。
現時，埃塞俄比亞國家奧林匹克委員會的總部設在首都阿迪斯阿貝巴，主席是Mr Berhane Kidanemariam。

## 資料來源
1. ↑  .   [2014-04-09]. （原始内容存档于2016-09-27）.